# Pacífico Fútbol Club
Il Pacífico Fútbol Club, noto semplicemente come Pacífico, è una società calcistica peruviana con sede nel Distretto di San Martín de Porres, nella provincia di Lima.
Durante la sua storia, ha militato una sola volta in massima serie e due volte nella seconda divisione del campionato peruviano.

## Storia
La società è stata fondata il 1º gennaio 1960; i colori sociali sono il rosa, per la prima divisa, in omaggio al Palermo, e il bianco per la seconda.

### Anni nella Copa Perú(3ª divisione)
Il club ha preso parte al campionato del secondo distretto di San Martín de Porres, con l'allenatore Danny Ochoa. Nel 2008 ottiene il secondo posto nel campionato e conquista la promozione diretta nella prima Lega Distrettuale.
Al debutto nella Lega distrettuale, il Pacífico concluse la stagione al terzo posto, a un solo punto dalla qualificazione alla Interleague di Lima. Nel 2010 arriva la prima stagione nell'Interliga, in cui il club venne eliminato dalla corsa al quarto turno dei play-off per mano del Tornado.

### La grande avventura in Copa Perú e la promozione in Seconda Divisione
Nella stagione 2011, sotto la guida di Ramón Quiroga, il club ha partecipato al campionato Interliga di Lima, concluso al secondo posto dietro all'Atlético Peruanos Juniors. Qualificatosi alla fase finale della competizione, il Pacífico si laureò campione superando Deportivo Municipal, Miraflores FBC ed Estudiantentil Ascope, guadagnando la promozione diretta alla Copa Perú. Avendo raggiunto la finale, il Pacífico si qualificò per la prima volta alla fase regionale.
In questo percorso affrontò nuovamente l'Estudiantes Condestable, con il quale pareggiò 0-0 sia all'andata sia al ritorno del primo turno, avanzando come migliore perdente dopo essere stato eliminato per 5-3 ai rigori. Poi avrebbero pareggiato 1-1 all'andata della semifinale, ma al ritorno avrebbero vinto 1-0, cosa che gli è valsa la storica qualificazione alla fase nazionale.
Hanno iniziato la loro partecipazione agli ottavi di finale della fase nazionale della Copa Perú, pareggiando 0-0 a Iquitos contro Los Tigres e vincendo 4-1 a Lima. In quella partita di rivincita giocata a Lima, alla fine del primo tempo, ci fu un diverbio che coinvolse il giocatore Pedro Salguero e l'allenatore Vidales. La società successivamente decise di sostituire Octavio Vidales con Mario Flores, a causa della rottura del rapporto con la società. Nei quarti di finale, eliminarono l'Università Nazionale di Ucayali con un totale di 2-0: 0-0 a Pucallpa e 2-0 a Matucana. Poi in semifinale, passarono ai Los Caimanes con un totale di 2-1: 1-1 a Matucana e 0-1 a Chiclayo. Dopo questo risultato, i rosanero raggiunsero per la prima volta nella loro storia la finale, contro la compagine del Real Garcilaso. Alla gara d'andata si impose il Real Garcilaso per 3-1, mentre al ritorno si impose Il Pacífico per 1-0, classificandosi al 2º posto del torneo e conquistando l'accesso alla Segunda División 2012.

### Campione di Seconda Divisione e promozione in Prima Divisione
Per la stagione 2012, il Pacífico compie vari acquisti, tra cui l'ingaggio di giocatori esperti come Germán Carty, campione della Copa Sudamericana 2003 con Cienciano, Juan Montenegro, capocannoniere della squadra quella stagione, il paraguaiano Carlos Pérez, Frank Rojas e altri ancora. Il debutto della stagione risulta positivo, con subito una vittoria per 3-1 all'esordio contro il Deportivo Coopsol. Tuttavia, causa problemi interni, dopo alcune settimane, l'allenatore Michael Guzmán si dimette e viene sostituito da Walter Chinchay.
Il cammino in campionato continua alternando risultati positivi e negativi, tuttavia restando nelle posizioni di metà classifica. Prima del termine della stagione, Walter Chinchay viene sostituito dall'esordiente Juan Carlos Bazalar. Il nuovo tecnico porta buoni risultati alla squadra, cominciando dalla vittoria con l'Atlético Torino per 1-0.
Con una grande rimonta, il Pacífico chiude al primo posto, dopo aver sconfitto nuovamente l'Atlético Torino a Talara per 1-2 al penultimo appuntamento del torneo.

### Esordio in Prima Divisione
Il cammino del Pacífico in prima divisione, inizia con la vittoria per 1-0 contro i Juan Aurich, con la rete decisiva siglara da Christian Guevara. Nella prima fase del Campionato il club si è classificato nella casella 13, mente nella Seconda fase del Campionato ha non ha più trovato continuità, terminando una terribile stagione all'ultimo posto del torneo. Terminato il campionato a pari punti con l'Unión Comercio, entrambi i club sono hanno partecipato ad un play-out per decidere chi si sarebbe salvato dalla retrocessione. La partita si è svolta allo Stadio Francisco Mendoza Pizarro di Olmos, dove la squadra dell'Unión Comercio vinse 1-0, condannando il Pacífico alla retrocessione nella Seconda Divisione del Perù dopo solo una stagione in massima serie.

### Retrocessione e ritiro per protesta
Il club, sommerso di debiti e reduce dalla retrocessione, al termine della stagione in Seconda Divisione si classifica al decimo posto, subendo l'ennesima retrocessione in Copa Perú.
Prima dell'inizio della stagione 2015 la società annuncia la propria rinuncia alla terza divisione in polemica con la Federcalcio peruviana che aveva ammesso alcune squadre della Copa Perú a partecipare alla Segunda División ma non il Pacífico.
Da allora il club non ha più partecipato alle competizioni professionistiche, disputando il campionato distrettuale di San Martín de Porres.
Nel 2023, la dirigenza ha modificato la denominazione sociale in Pacífico Fútbol Club.

## Palmares

### Competizioni nazionali
- Segunda División: 1

2012

## Organico
Aggiornato al 2013.
| N. |                     | Ruolo | Calciatore        |
| -- | ------------------- | ----- | ----------------- |
|    | Perù (bandiera)     | P     | Johnny Vegas      |
|    | Perù (bandiera)     | P     | Ángelo Campos     |
|    | Perù (bandiera)     | P     | Ronald Ruiz       |
|    | Perù (bandiera)     | P     | Bred Napanga      |
|    | Perù (bandiera)     | D     | Frank Rojas       |
|    | Perù (bandiera)     | D     | David Díaz        |
|    | Perù (bandiera)     | D     | Renato Bazán      |
|    | Perù (bandiera)     | D     | Ángel Pérez       |
|    | Perù (bandiera)     | D     | Juan Arce         |
|    | Perù (bandiera)     | D     | José Honores      |
|    | Paraguay (bandiera) | D     | Ever Benítez      |
|    | Perù (bandiera)     | C     | Guillermo Linares |
|    | Perù (bandiera)     | C     | Jordy Verde       |
|    | Perù (bandiera)     | C     | Mark Fallen       |
|    | Perù (bandiera)     | C     | Sheu Obregón      |
|    | Perù (bandiera)     | C     | Jesús Chávez      |

| N. |                        | Ruolo | Calciatore         |
| -- | ---------------------- | ----- | ------------------ |
|    | Perù (bandiera)        | C     | Omar Reyes         |
|    | Perù (bandiera)        | C     | Wilmer Sáez        |
|    | Perù (bandiera)        | C     | Aldo Olcese        |
|    | Perù (bandiera)        | C     | Alonso Bazalar     |
|    | Paraguay (bandiera)    | C     | Mauro Monges       |
|    | Perù (bandiera)        | C     | Marko Ciurlizza    |
|    | Perù (bandiera)        | C     | Christian Guevara  |
|    | Stati Uniti (bandiera) | A     | Fabrizio Pittaluga |
|    | Perù (bandiera)        | A     | Alejandro Chui     |
|    | Perù (bandiera)        | A     | Pedro Salguero     |
|    | Paraguay (bandiera)    | A     | Carlos Pérez       |
|    | Perù (bandiera)        | A     | Germán Carty       |
|    | Perù (bandiera)        | A     | Gustavo Vassallo   |
|    | Argentina (bandiera)   | A     | Mauro Cantoro      |
|    | Perù (bandiera)        | A     | Andrés Mendoza     |
|    | Stati Uniti (bandiera) | C     | Isaac Acuña        |